# Ursus (pivovar)
Ursus je jeden z největších pivovarů v Rumunsku. Sídlí v Bukurešti, provozuje čtyři pivovary v Kluži, Temešváru, Buzău a Brašově a  zaměstnává 1 700 lidí. Pivovar je v majetku japonské společnosti Asahi.
Nejprodávanější značkou z produkce pivovaru je pivo Ursus Black, které je zároveň jedním z nejprodávanějších piv v Rumunsku. Od roku 2006 je pivovar v Temešváru sponzorem rumunského fotbalového poháru Cupa României.

## Galerie

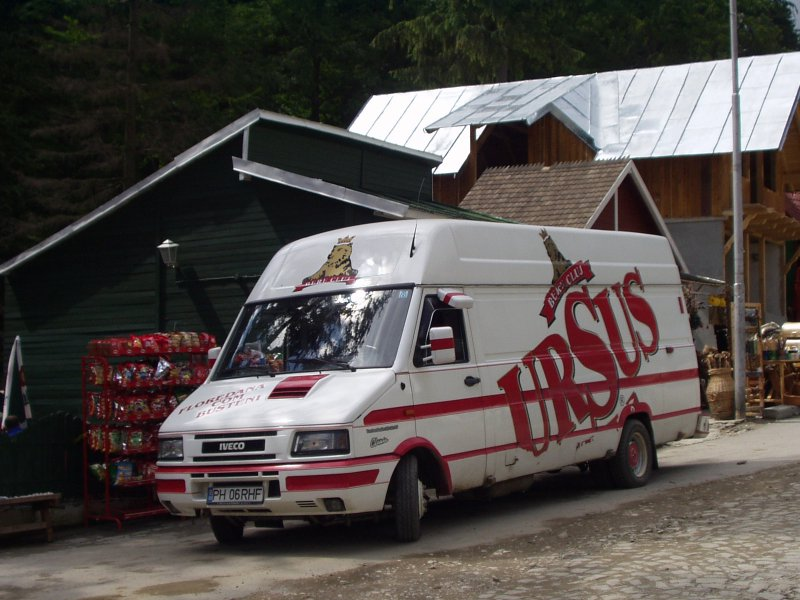
Dodávka v barvách pivovaru
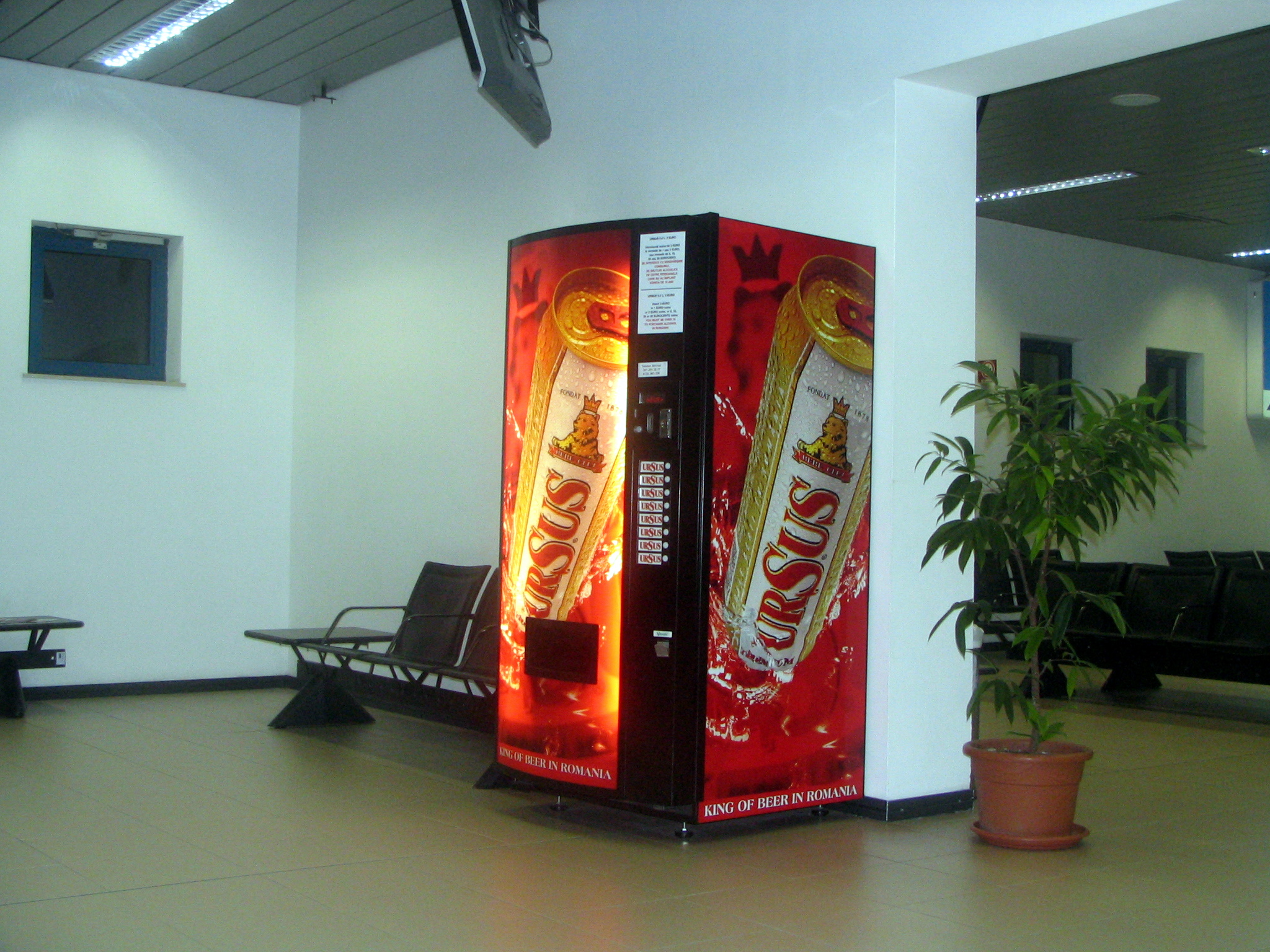
Automat na pivo Ursus